# گاو آبی بلژیکی

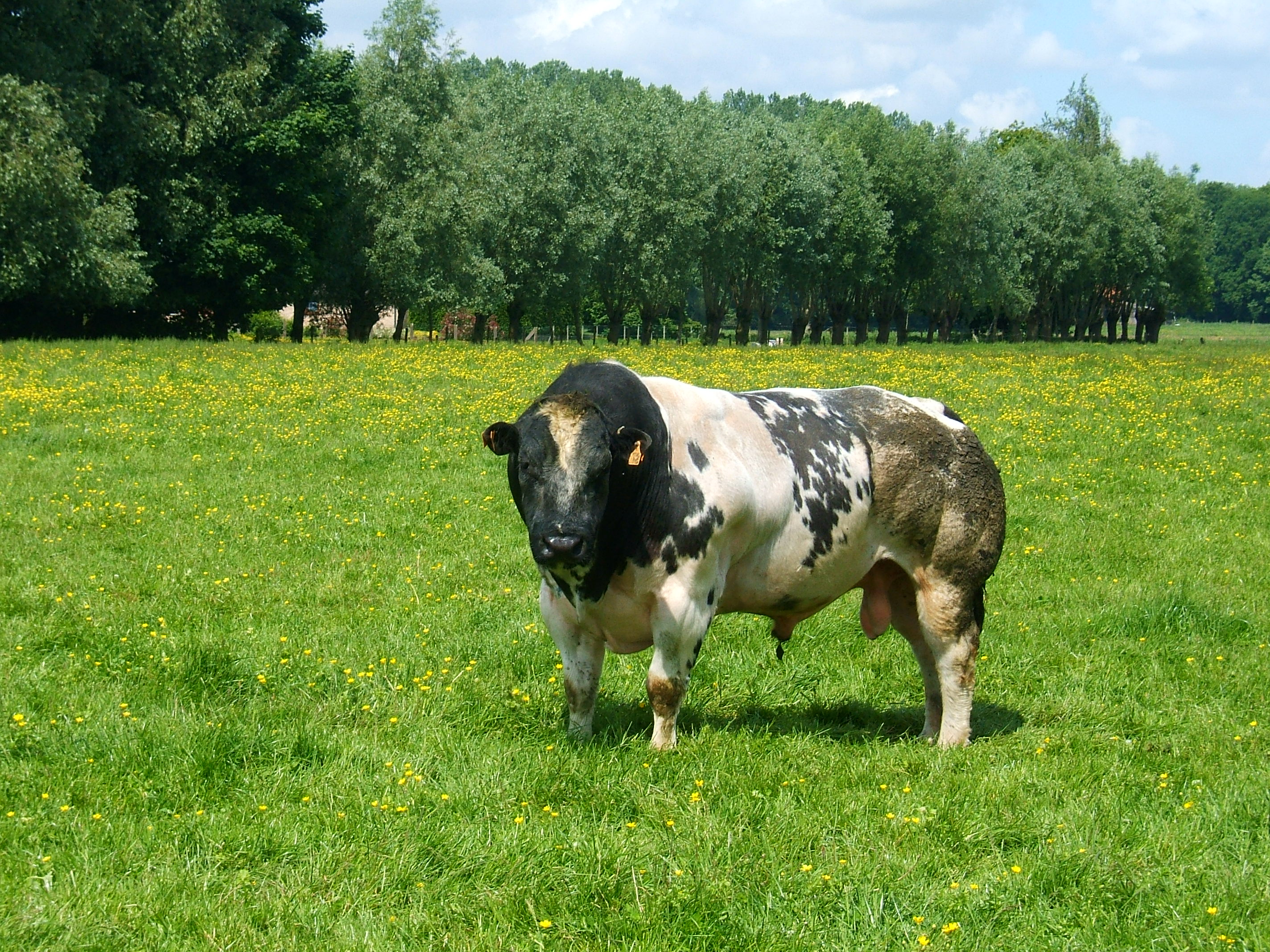
گاو آبی بلژیکی، در میشلن بلژیک

گاو آبی بلژیکی یک نژاد گاو گوشتی است که بدنی فوق‌العاده عضلانی و جثه‌ای بسیار بزرگ دارد. 
ظاهر عجیب این گاوها به دلیل وقوع یک جهش غیر طبیعی است که جهش «دوبرابر کنندهٔ ماهیچه‌ای» نامیده می‌شود. بر اثر این جهش پروتئین ویژه‌ای که وظیفهٔ کنترل رشد ماهیچه‌ها را دارد در بدن این گاوها تولید نمی‌شود.
هر چند این جهش منشاء طبیعی دارد ولی عدم حذف آن در روال طبیعی، علتی غیرطبیعی دارد. در حالت طبیعی گاوهایی که از این جهش رنج می‌برد آنقدر خودشان و جنینشان بزرگ می‌شوند که امکان زایمان طبیعی ندارند و به این ترتیب این جهش باید در طی یک نسل خود به خود از چرخهٔ طبیعت حذف شود. با این حال، در عمل روند انتخاب توسط صنعت تولید گوشت انجام شده و از آنجا که این گاوها دارای جثهٔ بزرگتر و نیز بازده گوشت بیشتر هستند، از طرف دامداران انتخاب می‌شوند. نوزاد این گاوها نیز بوسیلهٔ عمل سزارین زاده می‌شود.

گاوهای نژاد «آبی بلژیکی» به دلیل بزرگی غیرطبیعی به بیمارهای جدی گوناگونی مبتلا می‌شوند. زایمان این گاوها بسیار دشوار است و گوساله‌ها تقریباً همیشه با عمل سزارین به دنیا آورده می‌شوند. نوزادها در لحظهٔ تولد ممکن است به ناهنجاری‌های مادرزادی گوناگونی دچار باشند؛ مانند زبان‌های بسیار بزرگ که شیر خوردن آن‌ها را دشوار و حتی گاهی مواقع غیرممکن می‌کند. گوساله‌ها همچنین ممکن است به بیماری‌های قلبی-تنفسی، استخوانی، مفصلی و سایر مشکلات مبتلا باشند. واضح است که این گاوها زندگی پر درد و رنجی دارند و معمولاً عمر کوتاهی نیز می‌کنند.